# Chaetodon reticulatus
Chaetodon reticulatus es una especie de pez del género Chaetodon.
Habita las costas del Océano Pacífico, siendo popular en sitios como Hawái, islas Ryukyu, Islas Marquesas y en la Gran Barrera Coralina. Su alimento preferido es el pólipo de coral, y habita siempre en compañía de cardúmenes o simples grupos.